# ブレーントラスト
ブレーントラスト（brain trust）とは、政府・政治家が政策の立案・検討などを行う際に相談役となって、各専門分野について助言する学識経験者。私的な顧問や相談役なども意味する。「ブレーン」「ブレイン」と呼ばれることが多い。

## 概要
ブレーントラストとは、政府や政治家などに対して助言をする専門家集団のことであり、特に大統領や首相に仕える側近として、政策の立案に関する任務に携わる顧問や補佐役をいう。アメリカ合衆国の第32代大統領フランクリン・ルーズベルトがニューディール政策を行った際、その政策の立案・遂行に当たったバーナード・バルークを例とする顧問団の呼び名に由来する。転じて、政府や企業体の諮問機関や政治家などの相談役を務める専門家などのグループや知能顧問を意味するようになった。
20世紀に入り、国家機能の拡大に伴い政府の業務も増大し、ルーズベルト大統領時代にニューディール政策、第二次世界大戦と、政府の機能は飛躍的に拡大し、大統領の強い政治指導が要請されるに至った。それに伴って分身ともいうべき側近が必要とされ、ルーズベルトの時代にはブレーントラストとしてスタッフ機能が強化された。
指導者が知恵袋であるブレーンの知恵を借りて行う政治をブレーン政治というが、通常は官僚組織以外からの頭脳をブレーンと呼び習わしている。現在では指導者の政策助言者がブレーン、あるいはブレーン・トラストと呼ばれている。
日本では、内閣が対応すべき各種分野において優れた専門的知見を有する人材として首相が内閣官房参与を直接任命し、任じられた当人は首相の諮問に対して直接意見を述べて、また情報提供や助言を行うことから、首相のブレーン的な存在である。

## 代表的な人物
- 諸葛亮
- 司馬懿
- 大江広元
- 満済
- 太原雪斎
- 竹中重治
- 黒田孝高
- 以心崇伝
- 天海
- 新井白石
- 矢部貞治
- 瀬島龍三
- 岡崎久彦